# Ponte U Bein
Il ponte U Bein (in birmano ဦးပိန် တံတား) è un ponte pedonale che attraversa il Lago Taungthaman nei pressi di Amarapura in Birmania. 
Il ponte è lungo 1 200 metri, è stato costruito intorno al 1850 ed è ritenuto il più lungo e antico ponte in teak del mondo.
La costruzione del ponte cominciò quando la capitale del regno di Ava venne spostata ad Amarapura.
Il ponte venne costruito con il legname ricavato dallo smantellamento del palazzo reale di Inwa ed è costituito da 1086 pilastri in legno, alcuni sono recentemente stati rimpiazzati con pilastri in cemento. La parte pedonale emerge circa 6 metri sopra la superficie del lago durante la stagione secca mentre viene quasi sommersa durante la stagione dei monsoni.